# 杨信 (北宋)
杨信（?—?），初名杨义，瀛州人，五代及北宋军事人物。杨信的弟弟杨嗣与杨业的儿子杨延昭久居边镇抗击辽国，均以善战闻名，被当时的人称为“二杨”。

## 生平
后周显德年间，作过宋太祖赵匡胤麾下为裨校。
宋初，任马步军副都军头，后先后任铁骑、控鹤都指挥使，殿前都虞候，仪仗都部署直至殿前都指挥使领建武军节度。